# 皐月彩
皐月 彩（さつき あや、1994年5月14日 - ）は、日本の脚本家、漫画原作者、小説家。

## 略歴
エジプト出身。アイ・パッション、Roots、ウォンテッドリー、パフ、円谷プロダクション（2017年に業務委託契約）、フリーランスを経て、ミリアゴンスタジオ（旧：オリガミクスパートナーズ）所属。
東京大学教育学部附属中等教育学校卒業、日本大学芸術学部映画学科卒業。2018年8月からはJobRainbowのメディア編集長を担当するなど、コンテンツライター職としても活動している。
両親の仕事の都合により、幼少期をエジプトですごす。小学生時代は小説家になりたいと漠然と考えていたが、中学生時代に個人作業の小説家よりも監督などとの対話を必要とする脚本家に魅力を感じるようになり、ラジオ『SCHOOL OF LOCK!』のラジオドラマ脚本募集に応募し、受賞した。
秋葉原映画祭『猫カフェ』の共同執筆にて商業デビューした。
大学卒業直前より、円谷プロダクションのアシスタントプロデューサー募集に応募し、特撮テレビドラマ『ウルトラマンジード』の仕上げ進行を務めた。翌年『ウルトラマンR/B』にて脚本家としてデビュー。
小説『SSSS.GRIDMAN ANOTHER LOAD』にて小説家としてデビュー。

## 人物・エピソード
小学生の時にエジプトから日本へ帰国したが、当時は日本語がうまく喋れず、文化の違いにも距離感を感じており、そのことが現在の性格にも影響を与えたという。日本語を覚えるためにドラマやアニメを視聴するようになった。
『ジード』での仕上げ進行の仕事により執筆活動に支障がでたためプロデューサーの鶴田幸伸に辞意を伝えたところ、次作品の脚本コンペへの参加を勧められ、チーフプロデューサーの北浦嗣巳からの後押しもあり脚本家として起用された。
『SSSS.GRIDMAN ANOTHER LOAD』執筆のきっかけは、大学時代の講師であった脚本家の小林雄次から雑誌『宇宙船』編集長の野口智和を紹介されたことであった。打ち合わせにより「異世界転生もの」と決まったが、皐月はライトノベルに馴染みがなかったため一から学んだという。
コロナ禍でエンタメ業界に関わる仲間を勇気づけたいと、自身のLINEノベルでの著作であった「ナヒレ決議」を題材に、収録は声優が個別に、SE作業、作画なども各自リモートで制作し、Youtubeで外出自粛特別企画ドラマ【ナヒレ決議】として、公開した。

## 作品リスト

### 脚本
2014年
- SSN企画 『MASK』（原案）

2017年
- 浜の子シアター自主制作映画『サーチ』（脚本）

2018年
- 猫カフェ（共同執筆）
- ウルトラマンR/B（脚本）

2019年
- アスリート〜俺が彼に溺れた日々〜（脚本協力）
- セブンティーンモータース（脚本）
- キミとボクの家（脚本）
- 劇団かぞく（脚本）
- ステラ劇場 舞台『心のノート』（脚本）
- 世にも奇妙な物語 '19雨の特別編『さかさま少女のためのピアノソナタ』（脚本）
- ウルトラマンタイガ（脚本）
- 同期のサクラ（プロット協力）

2020年
- 日暮里チャーリーズ（脚本）
- キワドい2人-K2-池袋署刑事課 神崎・黒木（第3話 脚本）
- キワドくなりたい男（脚本）
- 25歳イマドキ独身女がマッチングアプリをやってみた結果日記（脚本）

2021年
- レンアイ格闘家（脚本）
- 海と空と蓮と（脚本）
- 来来来世でもちゃんとします（脚本）

2022年
- ウルトラマン クロニクルD（構成・脚本）
- ウルトラマンデッカー（脚本）
- うちの師匠はしっぽがない（脚本）
- ふしぎ駄菓子屋　銭天堂（脚本）
- リズスタ-Top of Artists!-（脚本）
- -50kgのシンデレラ（脚本）
- あと一次元の恋（脚本）
- 恋リアなんて嘘だらけ?（脚本）

2023年
- もういっぽん!（シリーズ構成・脚本）
- 来世ではちゃんとします3（脚本）
- カワイスギクライシス（シリーズ構成・脚本）
- お嬢と番犬くん（シリーズ構成・脚本）

2025年
- 空色ユーティリティ（脚本）
- ふたりソロキャンプ（シリーズ構成・脚本）

### 小説
- SSSS.GRIDMAN ANOTHER LOAD（2020年、ホビージャパン）[1]
- 採択のエヴァンジェリスト（2020年、青燈舎）
- ポケモンカードゲーム イラストストーリー『虹のふもと』『こまった居候』『ふたりだけのステップ』『約束の場所』『さずけられしもの』『氷結ぶ夜』『風の向こう側』『旅立ちの日』『てきぱきチラーミィ』（2021年-、ポケモン）

### 絵画
- グループ展 キャベツ、ブロッコリー、カリフラワーとロマネスコ 出展 - デザインフェスタギャラリー[17]（2013年）
- 企画展 日本コラージュVol.2 出展 - 京橋ギャラリーK[18]（2015年）
- 個展 NOWHERE PEOPLE - 京橋ギャラリーK[19]（2015年）

### 同人誌
文学フリマなどの書籍即売イベントにて2017年より、出展活動。
- 小説集  『にがい重力』  短編寄稿
- エッセイ 『うらがわ』  装丁
- 小説集  『ふるえ』  短編寄稿・装丁
- エッセイ  『X』
- エッセイ『愛されるのはむずかしすぎる』
- エッセイ『バックヤード』

### 漫画原作
- ミュゼパスポート『愛さなければ通過せよ』（2019年）
- ミュゼパスポート『椿先生の器は小さい』（2019年）

## その他
- 『ウルトラマンジード』 - 仕上げ進行[注釈 1]
- 外出自粛特別企画ドラマ【ナヒレ決議】　- 原作・企画・著作